# Miss Blond
Miss Blond je mezinárodní soutěž o nejkrásnější blondýnku Evropy, která se každoročně koná v Rakousku. Soutěže se mohou zúčastnit blondýnky ve věku 17–24 let. Vítězka obdrží 50 000 Kč v hotovosti a postoupí na světové finále.

## Vítězky soutěže

### Miss Blond České republiky
| ročník | rok  | vítězka        | I. vicemiss      | II. vicemiss    | Datum konání    | Místo konání                         |
| ------ | ---- | -------------- | ---------------- | --------------- | --------------- | ------------------------------------ |
| 5.     | 2000 | Jana Příhodová |                  |                 |                 |                                      |
| 6.     | 2001 | Petra Ježková  | Kateřina Průšová | Zuzana Luhanová | 18. května 2011 | Laser Show Hall v Boby centru v Brně |
| 7.     | 2002 | Petra Matulová |                  |                 |                 |                                      |

### Miss Blond International
| ročník | rok  | vítězka               | I. vicemiss              | II. vicemiss                | III. vicemiss              | IV. vicemiss         | Datum konání     | Místo konání             | Poznámky                           |
| ------ | ---- | --------------------- | ------------------------ | --------------------------- | -------------------------- | -------------------- | ---------------- | ------------------------ | ---------------------------------- |
| 5.     | 2000 | Jana Příhodová, Česko | Gabriela Adamcová, Česko | Myriam Saurerová, Švýcarsko |                            |                      | 9. července 2000 | Klagenfurt am Wörthersee |                                    |
| 6.     | 2001 | Norsko                | Švýcarsko                | Kateřina Průšová, Česko     | Júlia Liptáková, Slovensko | Věra Luhanová, Česko | 7. července 2001 | Velden am Wörther See    | 20 kandidátek z 11 evropských zemí |
| 7.     | 2002 | Petra Matulová, Česko | Renáta Kurečková, Česko  | Lisa Kretznerová, Rakousko  |                            |                      |                  | Velden am Wörther See    | 17 dívek ze 7 světových zemí       |

## Úspěchy českých dívek
| Ročník                        | jméno a příjmení  | umístění              |
| ----------------------------- | ----------------- | --------------------- |
| Miss Blond International 2000 | Jana Příhodová    | vítězka, Miss Catwalk |
| Miss Blond International 2000 | Gabriela Adamcová | I. vicemiss           |
| Miss Blond International 2001 | Kateřina Průšová  | II. vicemiss          |
| Miss Blond International 2001 | Věra Luhanová     | 5. místo              |
| Miss Blond International 2001 | Petra Ježková     | 6. místo              |
| Miss Blond International 2002 | Petra Matulová    | vítězka               |
| Miss Blond International 2002 | Renáta Kurečková  | I. vicemiss           |